# Rationaler Funktionenkörper
Ein rationaler Funktionenkörper ist ein Begriff aus dem mathematischen Teilgebiet der Algebra. Dieses Objekt hat die algebraische Struktur eines Körpers.

## Definition
Der rationale Funktionenkörper {\displaystyle K(X)} ist der Quotientenkörper des Polynomrings {\displaystyle K[X]} über einem Körper {\displaystyle K}. Die Konstruktion von  {\displaystyle K(X)} 
ist analog zu jener der rationalen Zahlen aus den ganzen Zahlen. Die Elemente {\displaystyle r\in K(X)} können also als {\displaystyle r={\tfrac {f}{g}}} mit Polynomen {\displaystyle f,g\in K[X]}, wobei {\displaystyle g} nicht das Nullpolynom ist, geschrieben werden.